# Haga, Solna kommun

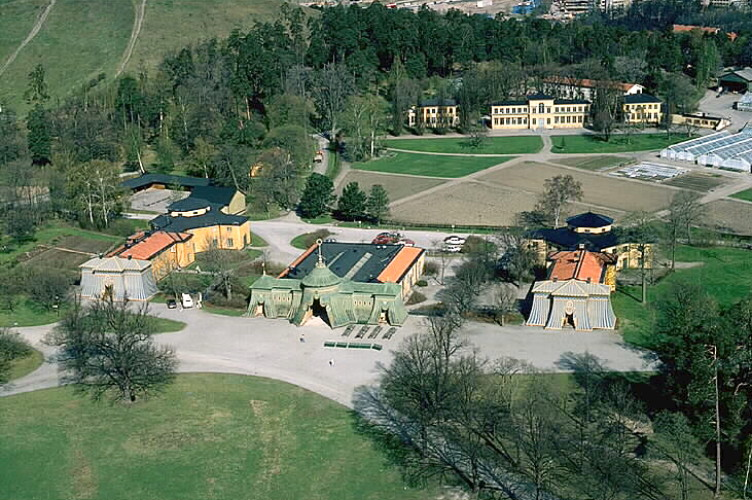
Koppartälten i Hagaparken ingår i stadsdelen Haga.

Haga är en av Solna kommuns åtta stadsdelar. Den omfattar den sydöstliga delen av Solna med Hagaparken i sitt centrum. Även Norra begravningsplatsen, Solna kyrkby, Karolinska sjukhusområdet, Karolinska institutet, Campus Solna och Solnas del av Hagastaden ligger inom stadsdelen.

## Demografi
I stadsdelen Haga bodde 1 141 personer år 2010, vilket utgjorde 1,7% av Solna kommuns totala invånarantal. Andelen invånare med utländsk bakgrund (född utomlands eller med båda föräldrarna födda utomlands) var 34,9%, vilket är jämförbart med siffran för Solna kommun som helhet (31,8%).

### Partisympatier
Vid val utgör Haga ett valdistrikt. Resultatet inom valdistriktet i riksdagsvalet 2014 visas nedan.
| Valdistrikt | M    | C   | FP  | KD  | S    | V   | MP   | SD  | FI  | ÖVR | Antal röstberättigade | VDT  |
| Haga        | 27,7 | 6,1 | 7,8 | 6,0 | 18,7 | 7,3 | 13,6 | 5,0 | 6,9 | 0,9 | 832                   | 78,7 |

## Parkområdet Haga
När Haga uppfattas som benämning på ett glest bebott parkområde begränsas det i söder av Stallmästargården, i väster av Karolinska sjukhuset, Norra begravningsplatsen, Hagalund samt i norr av Frösunda. Haga i denna bemärkelse ingår tillsammans med Skeppsholmen, Kastellholmen, Fjäderholmarna, Ulriksdal, Bergshamra, Norra och Södra Djurgården, samt Brunnsviken i Nationalstadsparken, i dagligt tal ibland även kallad Ekoparken. 